# 5515 Naderi
5515 Naderi è un asteroide della fascia principale. Scoperto nel 1989, presenta un'orbita caratterizzata da un semiasse maggiore pari a 2,6662528 UA e da un'eccentricità di 0,2244490, inclinata di 13,07880° rispetto all'eclittica.